# Isonychus griseolus
Isonychus griseolus är en skalbaggsart som beskrevs av Moser 1921. Isonychus griseolus ingår i släktet Isonychus och familjen Melolonthidae. Inga underarter finns listade i Catalogue of Life.